# Horečka
Horečka (latinsky febris, řecky pyretos) je označení stavu organismu, jehož tělesná teplota je vyšší než obvykle. U člověka je za horečku považována teplota vyšší než 38 °C (více než 37 °C se považuje za zvýšenou teplotu). Zvýšení tělesné teploty způsobené příliš vysokou teplotou okolního prostředí (přehřátí, hypertermie) se za horečku nepovažuje. Horečka je vyvolána pyrogeny, které působí na centrum termoregulace v hypotalamu.
Uměle snižovat horečku je vhodné, jen pokud přesáhla jistý práh (někdy udávaný jako 38 °C) či pokud trvá příliš dlouho.
Horečka není nemoc, nýbrž pouze projev (příznak) nemoci či jiného chorobného stavu. Je léčebným procesem: zvyšuje rychlost a sílu imunitní odpovědi a omezuje účinnost množení některých patogenů.
Horečka zvyšuje tepovou frekvenci a zrychluje látkovou výměnu, což představuje dodatečnou zátěž především pro starší pacienty a pacienty se srdeční nemocí. Je vysilující, neboť mění rychlost některých biochemických reakcí – klade vyšší nároky na udržování homeostázy, urychluje opotřebovávání některých organických molekul atd. Pokud tělesná teplota překročí určitou hranici, začíná mít silně destruktivní účinky na organismus. Za horní hranici, kterou dokáže lidský organismus ještě přežít, se považuje teplota 41,9 stupňů Celsia.

## Stavy pacienta při různých teplotách
- 37–38 °C – pacient pociťuje mírné přehřátí organismu, popř. si ho vůbec neuvědomuje
- 38–39 °C – pacient pociťuje zřetelné přehřátí organismu, vyhledává častý odpočinek
- 39–40 °C – pacientovi je špatně, odpočívá
- 40–41 °C – pacient začíná mít halucinace, za pokojové teploty má zimnici; když se však přikryje dekou, cítí naopak silné horko
- 41–42 °C – pacient má halucinace, padá do bezvědomí, silně se potí; hrozí selhání organizmu
- 42 °C a více – selhání organizmu, smrt

## Léčba horečky
Horečka jako samostatný příznak je snižována především pokud je tak vysoká, že již přestává plnit svoji fyziologickou funkci. Protože má však nepříjemné a potenciálně nebezpečné průvodní projevy, není chybou ani její snižování paušální.
Ke snižování horečky se používají dva přístupy:
- farmakologický přístup: horečka je snižována podáváním léků působících přímo v místě zánětu a tlumící probíhající zánět nebo centrálně v termoregulačním centru. Je zajímavé, že na obou mechanismech se podílí inhibice enzymu cyklooxygenáza, další vlastnosti léků však způsobují, že zatímco např. kyselina acetylsalicylová tlumí i probíhající zánět, paracetamol působí prakticky jen centrálně,
- fyzikální přístup: pacient je fyzicky ochlazován např. omýváním vlažnou vodou. Extrémním příkladem je studený zábal.

Na průběh horečky mohou mít i vliv některé další léky, jejich terapeutické využití je však omezené. Lidová medicína obsahuje celou řadu postupů doporučovaných při horečce (např. čaj z černého bezu), klinická spolehlivost je však značně nejistá. Na „léčení horečky“ se pokoušejí přiživit i prodejci potravinových doplňků a tak o řadě svých produktů tvrdí, že snižování horečky pomáhají. Pravdivost těchto tvrzení je však v lepších případech sporná, v horších jde o nepravdivá tvrzení.